# Kako su me ukrali Nijemci (2011.)
Kako su me ukrali Nijemci (srp. Како су ме украли Немци) je srpski film iz 2011. godine. Režirao ga je Miloš Radivojević, a scenarij su zajedno s njim napisali Vladislava Vojnović i Svetozar Vlajković. Film je svoju premijeru imao 23. lipnja 2011. godine u Novom Sadu na filmskom festivalu Cinema city.